# دارين بينيت (راقص)
دارين بينيت (بالإنجليزية: Darren Bennett)‏ هو راقص بريطاني، ولد في 14 فبراير 1977 في شفيلد في المملكة المتحدة.